# 安娜斯塔西婭·佩特利克
安娜斯塔西婭·佩特利克（烏克蘭語：Анастасі́я Іго́рівна "Настя" Пе́трик，羅馬化：Anastasiya Ihorivna "Nastya" Petryk，2002年5月4日—）是一名烏克蘭女性歌手。她憑藉歌曲“天空”（烏克蘭語：Небо）贏得了2012年歐洲青少年歌唱大賽的冠軍，成為第一位贏得比賽的烏克蘭選手。